# 蝴蝶跳棋

蝴蝶跳棋初始佈置

蝴蝶跳棋（Lau kata kati、Butterfly），是流傳於莫三比克與印度的兩人棋類，是種跳棋遊戲，與摩洛哥的小蝶跳棋、印度的中蝶跳棋、大蝶跳棋有關係。

## 棋具
- 棋盤兩個三角形共用一個頂點，內部各有兩橫一豎直線，組成共十九個棋點，如蝴蝶形狀。

- 以兩色棋子區分敵我，每方各有九枚。

## 規則
- 棋子皆放在棋點上。每方將己棋全放在最靠近自方三角形的九個棋點，剩下的頂點為空棋位。

- 任何棋子皆須需沿線移動。

- 每回合玩家可能有二種行動，以跳吃為優先：
  - 跳吃。己棋跳過一枚鄰邊的敵棋落到同線的緊連空點，然後把被跳過的敵棋移出棋盤，可吃時需連跳吃。
  - 當無法跳吃時，移動一己子到鄰處的空棋點。

- 消滅或阻塞對方棋子獲勝[1]。

## 外部連結
- 棋具照片
- 遊戲介紹
- 遊戲下載